# 卡扎林西克
47°35′40″N 30°58′47″E / 47.59444°N 30.97972°E
卡扎林西克（烏克蘭語：Казаринське），是烏克蘭南部的村莊，隸屬尼古拉耶夫州的沃茲涅先斯克區。該村面積0.22平方公里，海拔高度91米，2001年人口11，人口密度每平方公里50人。